# Stazione di Piedimonte-Villa Santa Lucia-Aquino
Stazione di Piedimonte-Villa Santa Lucia-Aquino vasútállomás Olaszországban, Aquino településen.

## Vasútvonalak
Az állomást az alábbi vasútvonalak érintik:
- Róma–Cassino–Nápoly-vasútvonal

## Kapcsolódó állomások
A vasútállomáshoz az alábbi állomások vannak a legközelebb:
- Aquino-Castrocielo-Pontecorvo railway station
- Piedimonte San Germano-Villa Santa Lucia railway station